# Alla mia età
Alla mia età (Português: Na minha idade) é o quarto álbum do cantor italiano Tiziano Ferro. Foi lançado em 7 de maio de 2009 na Europa.
Existem duas versões do álbum, uma em Italiano e outra em Espanhol (A mi edad). O primeiro single lançado foi "Alla mia età".

## Faixas

### Alla mia età
1. La tua vita non passerà – 4:14 (Tiziano Ferro)
2. Alla mia età – 3:31 (Ferro)
3. Il sole esiste per tutti – 4:11 (Ferro)
4. Indietro – 3:40 (Ferro, Ivano Fossati)
5. Il regalo più grande – 3:49 (Ferro)
6. Il tempo stesso – 3:05 (Ferro, Franco Battiato) – dueto com Franco Battiato
7. La paura non esiste – 3:55 (Ferro, Laura Pausini)
8. La traversata dell'estate – 3:35 (Ferro)
9. Scivoli di nuovo – 4:08 (Ferro, Diana Tejera)
10. Assurdo pensare – 4:56 (Ferro)
11. Fotografie della tua assenza - 5:23 (Ferro)
12. Breathe gentle – 3:43 (Tiziano Ferro, Ivano Fossati, Billy Mann) – dueto com Kelly Rowland
13. Alla mia età (Acoustic Remix) – 3:28 (Ferro)

### A mi edad
1. Tu vida no pasará – 4:14 (Tiziano Ferro)
2. A mi edad – 3:31 (Ferro)
3. El sol existe para todos – 4:11 (Ferro)
4. Breathe gentle – 3:43 (Ferro, Ivano Fossati, Billy Mann) – dueto com Kelly Rowland
5. El regalo más grande – 3:49 (Ferro) – dueto com Anahí & Dulce María do RBD na edição da América Latina / com Amaia Montero na edição da Espanha
6. Il tempo stesso – 3:05 (Ferro, Franco Battiato) – dueto com Franco Battiato
7. El miedo no existe – 3:55 (Ferro, Laura Pausini)
8. La travesía del verano – 3:35 (Ferro)
9. Deslizas otra vez – 4:08 (Ferro, Diana Tejera)
10. Assurdo pensare – 4:56 (Ferro)
11. Per un po' sparirò – 3:02 (Ferro)
12. Fotografie della tua assenza – 5:23 (Ferro)
13. El regalo más grande – 3:49 (Ferro) – versão solo, apenas na América Latina.

## Promoção
| Single e videoclipe      | Single e videoclipe      | Lançamento          |
| Língua italiana          | Língua espanhola         | Lançamento          |
| ------------------------ | ------------------------ | ------------------- |
| Alla mia età             | A mi edad                | 3 de outubro 2008   |
| Il regalo più grande     | El regalo más grande     | 9 de janeiro 2009   |
| Indietro                 | Breathe gentle           | 4 de maio 2009      |
| Il sole esiste per tutti | El sol existe para todos | 11 de setembro 2009 |
| Scivoli di nuovo         | Deslizas otra vez        | 27 de novembro 2009 |